# Einwanderung nach Brasilien
Nachdem Brasilien von den Portugiesen in Besitz genommen wurde, begann im Jahre 1500 die Ansiedlung von Sträflingen. Um 1550 lebten etwa 30.000 Portugiesen in Brasilien. Zwischen 1500 und 1650 kamen etwa 580.000 Portugiesen nach Brasilien, gefolgt von nochmals 600.000 Einwanderern während des Goldrausches in Minas Gerais 1700 bis 1760.
Im Süden Brasiliens waren die klimatischen und geologischen Bedingungen so beschaffen, dass Europäer hier leben und mit den ihnen vertrauten Methoden Landwirtschaft betreiben konnten.
Nach der Unabhängigkeit Brasiliens 1822 suchte die politische Führung die wenig erschlossenen, gemäßigten Zonen vor allem im Süden des Landes durch die Ansiedlung von europäischen Bauernfamilien zu entwickeln. Gleichzeitig sollte dadurch der Süden Brasiliens militärisch gegen eine eventuelle Bedrohung durch Argentinien geschützt werden.
Zwischen 1872 und 1940 ließen sich etwa 5 Millionen Europäer in Brasilien nieder.
Einwanderung nach Brasilien 1800–1950:
- Portugiesen: 2 Millionen
- Italiener: 1,5 Millionen
- Spanier: 0,7 Millionen
- Deutsche: 0,3 Millionen
- Japaner: 0,2 Millionen

Das Migrationssaldo pro 1000 Einwohner lag im Jahr 2014 bei 0. Das bedeutet, dass ungefähr gleich viele Personen nach Brasilien einwanderten wie auswanderten.

## Statistik
| Immigration nach Brasilien 1884–1893, 1924–1933 und 1945–1949 Quelle: Instituto Brasileiro de Geografia e Estatística (IBGE) |           |           |           |           |           |           |           |           |
| | Dekade    |           |           |           |           |           |           |           |
| Nationalität | 1884–1893 | 1894–1903 | 1904–1913 | 1914–1923 | 1924–1933 | 1945–1949 | 1950–1954 | 1955–1959 |
| Deutsche | 22.778    | 6.698     | 33.859    | 29.339    | 61.723    | 5.188     | 12.204    | 4.633     |
| Spanier | 113.116   | 102.142   | 224.672   | 94.779    | 52.405    | 4.092     | 53.357    | 38.819    |
| Italiener | 510.533   | 537.784   | 196.521   | 86.320    | 70.177    | 15.312    | 59.785    | 31.263    |
| Japaner | -         | 11.868    | 20.398    | 110.191   | 12        | 5.447     | 28.819    |           |
| Portugiesen | 170.621   | 155.542   | 384.672   | 201.252   | 233.650   | 26.268    | 123.082   | 96.811    |
| Naher Osten | 96        | 7.124     | 45.803    | 20.400    | 20.400    | N/A       | N/A       | N/A       |
| Andere | 66.524    | 42.820    | 109.222   | 51.493    | 164.586   | 29.552    | 84.851    | 47.599    |
| Total | 883.668   | 852.110   | 1.006.617 | 503.981   | 717.223   | 80.424    | 338.726   | 247.944   |